# 2MASS J21392676+0220226
2MASS J21392676+0220226，簡稱為2MASS 2139，是一顆距離地球約33.7光年的棕矮星，位於寶瓶座。該棕矮星由2微米全天巡天計劃發現。它的光度變化相當快速且大幅度，8小時內可以變化30%，是至今觀測到棕矮星亮度變化最大的幅度。目前尚不清楚造成如此巨大變化的原因，推測可能是表面有巨大的風暴存在。該風暴甚至可能大於木星的大紅斑，一般認為天文學家可能是從大氣層的洞中觀測到了低空的高溫雲帶。

## 外部連結
- Burgasser, Adam J.; Cruz, Kelle L.; Cushing, Michael; Gelino, Christopher R.; Looper, Dagny L.; Faherty, Jacqueline K.; Kirkpatrick, J. Davy; Reid, I. Neill. . The Astrophysical Journal. 2009, 710 (2): 1142. Bibcode:2010ApJ...710.1142B. arXiv:0912.3808 . doi:10.1088/0004-637X/710/2/1142.